# Afri
Afri es el nombre de una tribu que vivía en el África del Norte y más precisamente en la región de Cartago (antigua e importante ciudad de la actual Túnez). Este nombre estaría en el origen de la palabra «África».

## Etimología
Afridi lleva el radical bereber fr, afri, fri, ifu e ifo, mientras que los radicales afri, ifri y afer son los mismos.

## Historia
A su llegada al noreste del actual Túnez, los fenicios que huían de los disturbios internos en su región entraron en contacto con algunas tribus bereberes locales. Las tribus más cercanas a las que se conocerían como los cartagineses se llamaban a sí mismas «Afer» o «Afes». Para los cartagineses y luego para los romanos, este término se ampliará para designar en adelante toda una parte de Túnez. Así, hasta la llegada de los árabes, hubo un África proconsular y un África bizacena. Más tarde, debido a que los mapas antiguos y luego medievales generalmente describen solo la parte más septentrional del continente, que es en gran parte desconocida e inexplorada, el término gradualmente, por cambio semántico, designa todo el continente. Además, varios escritos se refieren al grupo Afri, Afridi (Ifridi o Ifrendi) como la tribu Beni Ifren.

## Mitología bereber

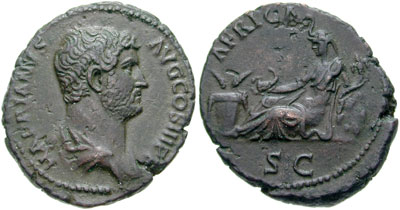
As de Adriano (136), que representa en el anverso a África, llevando el cuerpo de un elefante, sosteniendo un escorpión y una trompa de la abundancia, un modio de trigo a sus pies.

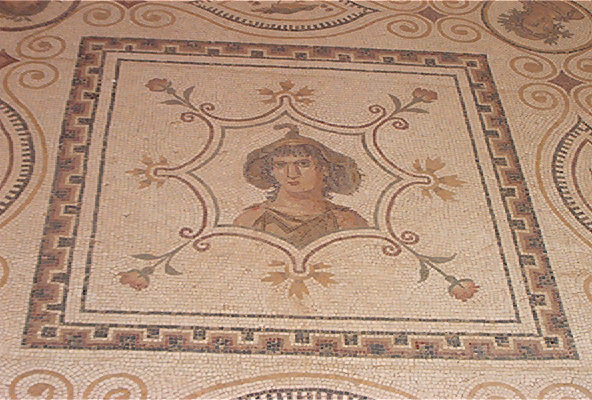
Mosaico de la Domus Africa de Tisdra (actual El Djem).

África o África romana viene de Ifren, del radical Ifri que designa a una deidad bereber; el plural de Ifri es Ifren. Ifri designa a las poblaciones locales de los Afers o Afri.
La traducción al latín o el préstamo lingüístico da África, una diosa bereber antes de la conquista de los romanos. Dea Africa significa «Diosa África» y es un símbolo en la época romana.
Ifru o Ifri simbolizan los ritos en las cuevas para proteger a los comerciantes. Una cueva no lejos de Constantina, en Guechguech, y una moneda romana indican el mito de la protección. Ifru era una diosa solar y un dios de las cavernas y protector del hogar, etc. En resumen, Ifru es una especie de Vesta bereber.